# Hiram Burnham
Pour les articles homonymes, voir Burnham.
Hiram Burnham (né en 1814 à Narraguagus, État de Maine, et mort le 29 septembre 1864 près de Richmond, État de Virginie) est un brigadier général de l'Union. Il est enterré à Cherryfield, État de Maine.

## Avant la guerre
Hiram Burnham voit son père, ivre, tuer sa mère . Il participe à la guerre d'Aroostook en 1838 en tant que commandant d'une milice qu'il a levée. Il est bûcheron et devient propriétaire de sa propre scierie. Il sert sa communauté en tant que préfet de police et coroner.

## Guerre de Sécession
Hiram Burnham est nommé lieutenant colonel du 6th Maine Infantry le 15 juillet 1861 lors de la campagne Péninsulaire.  Son régiment fait partie de l'armée du Potomac et sert dans la division du général Winfield Scott Hancock. Il est surnommé par ses hommes le Grizzly. Il est promu colonel le 12 décembre 1861. Il est malade en juillet août 1862. Il commande son régiment lors de la bataille de Crampton's Gap le 14 septembre 1862. Il participe à la bataille d'Antietam . Lors de la bataille de Fredericksburg son régiment n'est que légèrement engagé dans les combats.
Il participe à la bataille de Chancellorsville et commande la light division du VIe corps,. Sa division subi de lourdes pertes et Hiram Burnham est blessé,. Après la bataille, la light division est dissoute, et Hiram Burnham reprend un commandement du régiment. Il souffre de diarrhée chronique en janvier et février 1863. Il participe à la bataille de Gettysburg mais son régiment est mis en réserve pendant les combats. Il participe à la campagne de l'overland.
Il est nommé brigadier général des volontaires le 26 avril 1864. Il commande alors la 1st division du XVIIe corps de l'armée de la James sous les ordres du général Benjamin Butler. Lors de la bataille de Drury's Bluff, deux chevaux meurent alors qu'il les monte.
Il participe à la campagne de Petersburg. Lors de la bataille de Chapin's Bluff le 29 septembre 1864 il est blessé mortellement à l'estomac alors qu'il participe aux combats du fort Harrison et meurt au combat,. Le colonel Stevens succède au général Burnham pendant l'assaut contre le fort et est lui aussi blessé sévèrement et son successeur l'est aussi. Après la prise du fort, celui-ci est renommé fort Burnham en son honneur.